# Marcello Cesena
Marcello Cesena (Genova, 5 settembre 1956) è un comico, attore, regista, sceneggiatore e scrittore italiano.

## Biografia
Trascorre l’adolescenza rifacendo in super8 i film di Dario Argento. Abbandona la facoltà di Architettura dell'Università di Genova per frequentare e poi diplomarsi alla scuola di recitazione del Teatro Stabile di Genova, debutta col primo ruolo da co-protagonista nell'Enrico IV di Luigi Pirandello, accanto a Giorgio Albertazzi. Pupi Avati gli offre il primo ruolo cinematografico nel film Una gita scolastica (1984). Dopo questa esperienza verrà diretto dal regista bolognese anche in Impiegati, Storia di ragazzi e di ragazze e Magnificat. Seguono diverse stagioni nella compagnia teatrale del Teatro dell'Archivolto di Genova, dove inizia a orientarsi verso una drammaturgia e uno stile comico.
Esordisce in televisione nel 1991, nel programma Avanzi di Rai 3, fondando il gruppo dei Broncoviz insieme agli amici Maurizio Crozza, Carla Signoris, Ugo Dighero e Mauro Pirovano, realizzando e interpretando una fortunata serie di parodie di spot pubblicitari di cui per la prima volta cura la regia. Con la stessa formazione, nella prima metà degli anni novanta, partecipa al programma satirico di Rai 3 Tunnel, sempre condotto da Serena Dandini. L'anno successivo con i Broncoviz realizza per Rai 3 il programma televisivo Hollywood Party di cui oltre che interprete è co-autore e regista. Nel 2003 partecipa al programma di Marco Giusti Cocktail d'amore, dove debutta nel ruolo di imitatore con il personaggio della stilista Carla Fendi.
Il debutto nella regia cinematografica è del 1995 con la co-produzione italo-franco-spagnola Peggio di così si muore, sempre con i Broncoviz e l'attrice spagnola Rossy de Palma. Nei tre anni successivi scrive e dirige i film per la televisione Nei secoli dei secoli, con Stefania Rocca, Leo Gullotta e Maurizio Crozza, Amiche davvero, con Stefania Rocca e Simona Cavallari e Doppio segreto, un thriller, con Anna Galiena, tutti prodotti da Mediaset. Nel 2001 scrive e dirige il suo secondo film per il cinema Mari del sud, e chiama accanto a Diego Abatantuono l'attrice spagnola Victoria Abril. Nel 2008 dirige Il cosmo sul comò, con il trio comico Aldo, Giovanni e Giacomo. Il film è tra i campioni d'incasso di quella stagione. Intanto, dal 1997 è chiamato a dirigere campagne pubblicitarie per le più importanti aziende italiane.
Alternando alla carriera di regista quella di attore comico, dall'inizio del 2004 inizia un sodalizio con la Gialappa's Band, approdando a Mai dire domenica. Qui esordisce con numerosi personaggi e la celebre serie Sensualità a corte, che Cesena scrive, interpreta nel ruolo di Jean Claude e produce, e che verrà replicata con successo negli anni a venire su diverse reti televisive. Nel 2010 fonda l'agenzia pubblicitaria Fantasmino Produzioni, con cui realizza nel corso degli anni alcune popolari campagne pubblicitarie per marchi storici italiani. Dal gennaio 2012 e nel corso del 2013 ritorna in Rai e partecipa al programma Quelli che il calcio, presentato da Victoria Cabello.
Sempre in Rai, nel 2017 è a fianco della Gialappa's nel programma Rai dire Niùs, di cui cura la direzione artistica e dove riprende la serie Sensualità a corte. Jean Claude e Madre tornano infine su Mediaset nella stagione 2021 all’interno del programma Honolulu. Il 2 maggio 2023 pubblica per Sperling & Kupfer il suo primo romanzo Un luogo sicuro. Dal 21 maggio 2023 su TV8 torna a lavorare con la Gialappa's Band nel programma GialappaShow, dove torna ad interpretare Jean Claude nella nuova stagione di Sensualità a corte e altri personaggi.

## Vita privata
Si è unito civilmente al compagno Alessandro il 18 aprile 2020, a Roma, dove vive attualmente.

## Filmografia

### Attore
- Una gita scolastica, regia di Pupi Avati (1983)
- Impiegati, regia di Pupi Avati (1985)
- Una domenica sì, regia di Cesare Bastelli (1986)
- I padroni dell'estate, regia di Marco Parodi (1987)
- Storia di ragazzi e di ragazze, regia di Pupi Avati (1989)
- Magnificat, regia di Pupi Avati (1993)
- Peggio di così si muore, regia di Marcello Cesena (1995)
- 500!, regia di Giovanni Robbiano, Lorenzo Vignolo e Matteo Zingirian (2001)
- Il cosmo sul comò, regia di Marcello Cesena (2008) - cameo
- Tonno spiaggiato, regia di Matteo Martinez (2018)
- 10 giorni con i suoi, regia di Alessandro Genovesi (2025)

### Regista e sceneggiatore

#### Cinema
- Peggio di così si muore (1995)
- Mari del sud (2001)
- Il cosmo sul comò (2008)

#### Televisione
- Nei secoli dei secoli (1996)
- Amiche davvero (1997)
- Doppio segreto (1998)

## Teatro
- La bocca del lupo di Remigio Zena, regia di Marco Sciaccaluga (1980)
- L'orologio americano di Arthur Miller, regia di Elio Petri (1980)
- Lupi e pecore di Alexander Nikolaevič Ostrovsky, regia di Marco Sciaccaluga (1981)
- Enrico IV, regia A. Calenda, con Giorgio Albertazzi (1982)
- Il matrimonio di Bertolt Brecht, regia di Giorgio Gallione (1983)
- Delitto e castigo, regia Yuri Lyubimov (1984)
- Gli accidenti di Costantinopoli da Carlo Goldoni, regia di Giorgio Gallione (1984)
- L'incerto palcoscenico, regia di Giorgio Gallione (1985)
- Il malloppo di Joe Orton, regia Giorgio Gallione (1986)
- Sgarbi e sgorbi, regia di Giorgio Gallione (1987)
- Angeli e soli da Italo Calvino, regia Giorgio Gallione (1988)
- Barbiturico da Woody Allen, regia Giorgio Gallione (1990)
- Il bar sotto il mare di Stefano Benni, regia di Giorgio Gallione (1993)
- Amlieto di Stefano Benni, regia di Giorgio Gallione (1996)

## Programmi TV
- Avanzi (Rai 3, 1991-1993)
- Tunnel (Rai 3, 1994-1995)
- Hollywood party (Rai 3, 1996)
- Cocktail d'amore (Rai 2, 2002)
- Mai dire... (Italia 1, 2004-2009; 2018-2019)
- Stracult (Rai 2, 2011)
- Quelli che... (Rai 2, 2012-2013)
- Rai dire Niùs (Rai 2, 2017)
- Mai dire talk (Italia 1, 2018)
- Honolulu (Italia 1, 2021)
- GialappaShow (TV8, dal 2023)

## Opere letterarie
- Un luogo sicuro, Milano, Sperling & Kupfler, 2023, ISBN 88-2007-830-9.